# Кузнецовка (Архангельський район)
Кузнецо́вка (рос. Кузнецовка, башк. Кузнецовка) — присілок у складі Архангельського району Башкортостану, Росія. Входить до складу Краснозілімської сільської ради.
Населення — 13 осіб (2010; 28 в 2002).
Національний склад:
- росіяни — 100 %